# Anaireta pitestriat
L'anaireta pitestriat (Anairetes parulus) és un ocell de la família dels tirànids (Tyrannidae).

## Hàbitat i distribució
Habita la selva pluvial, arbusts i praderies alpines als Andes, des de Colòmbia, cap al sud, a través de l'Equador, Perú, centre i sud-oest de Bolívia, oest de l'Argentina i Xile cap al sud fins Terra del Foc.